# أمانلي (راز)
أمانلي (بالفارسية: امانلی) هي مستوطنة تقع في إيران في قسم راز الريفي. يقدر عدد سكانها بـ 971 نسمة بحسب إحصاء 2016.